# Serjania schiedeana
Serjania schiedeana là một loài thực vật có hoa trong họ Bồ hòn. Loài này được Schltdl. miêu tả khoa học đầu tiên năm 1844.